# Татарков, Никита Станиславович
Ники́та Станисла́вович Татарко́в (укр. Микита Станіславович Татарков; род. 4 января 1995, Запорожье) — украинский футболист, полузащитник клуба «Ворскла».

## Биография
Занимался в футбольной академии запорожского «Металлурга». После завершения обучения остался в структуре «металлургов». Играл в юношеской команде. В одном из матчей чемпионата U-19 забивал четыре мяча в ворота донецкого «Шахтёра». Через три дня после этого успеха дебютировал в молодёжной команде запорожцев.
В Премьер-лиге дебютировал 6 апреля 2014 года в игре против «Черноморца», заменив на 11-й минуте Евгения Писоцкого. С весны 2014 года стал регулярно появляться в составе первой команды «Металлурга». Дебютный гол в Премьер-лиге забил 31 августа того же года в ворота львовских «Карпат». По мнению многих футбольных экспертов и обозревателей, этот гол был забит из положения вне игры. 8 декабря 2015 года стало известно, что Никита вместе с рядом других игроков покинул «Металлург» в связи с процессом ликвидации клуба.
2 января 2016 года было официально объявлено о переходе Никиты в одесский «Черноморец», с которым он подписал контракт на 2,5 года.
В октябре 2019 года стал игроком клуба «Львов».

## Стиль игры
Александр Прошута, обозреватель портала Football.ua в феврале 2013 года так охарактеризовал игрока: «У Татаркова просто феноменальное голевое чутье — оказаться в нужном месте в нужный момент он способен практически всегда. В арсенале поставленный удар с обеих ног + достаточно солидные, как для игрока с ростом 174 см, навыки работы на втором этаже. К тому же, Никита легко способен работать в подыгрыше, вторым темпом, освобождая зоны для врываний партнёров или же находя их острой передачей».

## Достижения
«Шахтёр» (Солигорск)
- Обладатель Кубка Белоруссии: 2018/19

«Кривбасс»
- Бронзовый призёр чемпионата Украины: 2023/24